# Рамуш, Гонсалу
Гонса́лу Ма́тиаш Ра́муш (порт. Gonçalo Matias Ramos, португальское произношение: [ɡõˈsalu ˈʁɐmuʃ]; родился 20 июня 2001) — португальский футболист, нападающий клуба «Пари Сен-Жермен» и сборной Португалии. Участник чемпионата мира 2022 и чемпионата Европы 2024.

## Клубная карьера
Уроженец Ольяна, регион Алгарви, Рамуш начал футбольную карьеру в местной команде «Ольяненсе» в 2009 году. В 2013 году стал игроком футбольной академии лиссабонской «Бенфики». 13 января 2019 года дебютировал в составе «Бенфики B» (резервной команды «Бенфики») в матче португальской Лиги Про против «Браги B». В августе 2019 года Гонсалу продлил свой контракт с «Бенфикой» до 2024 года. 21 июля 2020 года Рамуш дебютировал в основном составе «Бенфики», выйдя на замену Пицци на 85-й минуте матча португальской Примейра-лиги против «Авеша», и забил два гола.
7 августа 2023 года французский клуб «Пари Сен-Жермен» объявил о сезонной аренде Рамуша с правом выкупа его контракта по окончании сезона 2023/24. В ноябре 2023 года ПСЖ воспользовался опцией выкупа за 65+15 млн евро.

## Карьера в сборной
Рамуш выступал за сборные Португалии до 17, до 18, до 19, до 20 лет и до 21 года.
В июле 2019 года в составе сборной Португалии до 19 лет сыграл на чемпионате Европы в Армении, став лучшим бомбардиром турнира с четырьмя голами.
В сентябре 2022 года был впервые вызван в сборную Португалии для участия в матчах Лиги наций УЕФА против сборных Чехии и Испании, однако на поле не появился. 10 ноября был включён в официальную заявку сборной Португалии для участия в матчах чемпионата мира в Катаре. 17 ноября дебютировал за сборную в товарищеском матче против сборной Нигерии, выйдя на замену Андре Силве и отличившись забитым голом. 6 декабря 2022 года впервые вышел в основном составе сборной Португалии и сделал хет-трик в матче 1/8 финала чемпионата мира против сборной Швейцарии (6:1). Рамуш стал первым с 1990 года футболистом, сделавшим хет-трик в плей-офф чемпионата мира (тогда хет-трик сделал Томаш Скухравы в ворота Коста-Рики); также в возрасте 21 года и 169 дней стал самым молодым с 1962 года игроком, сделавшим хет-трик на чемпионате мира (на турнире 1962 года три мяча в ворота сборной Болгарии забил венгр Флориан Альберт, которому было 20 лет и 261 дня).

## Статистика выступлений
По состоянию на 13 июля 2025 года
| Клуб             | Сезон            | Лига | Лига | Кубок страны | Кубок страны | Кубок лиги | Кубок лиги | Еврокубки | Еврокубки | Прочие | Прочие | Итого | Итого |
| Клуб             | Сезон            | Игры | Голы | Игры         | Голы         | Игры       | Голы       | Игры      | Голы      | Игры   | Голы   | Игры  | Голы  |
| ---------------- | ---------------- | ---- | ---- | ------------ | ------------ | ---------- | ---------- | --------- | --------- | ------ | ------ | ----- | ----- |
| Бенфика B        | 2018/19          | 5    | 1    | —            | —            | —          | —          | —         | —         | —      | —      | 5     | 1     |
| Бенфика B        | 2019/20          | 20   | 4    | —            | —            | —          | —          | —         | —         | —      | —      | 20    | 4     |
| Бенфика B        | 2020/21          | 12   | 11   | —            | —            | —          | —          | —         | —         | —      | —      | 12    | 11    |
| Бенфика B        | Итого            | 37   | 16   | 0            | 0            | 0          | 0          | 0         | 0         | 0      | 0      | 37    | 16    |
| Бенфика          | 2019/20          | 1    | 2    | 0            | 0            | 0          | 0          | 0         | 0         | —      | —      | 1     | 2     |
| Бенфика          | 2020/21          | 4    | 2    | 5            | 2            | 1          | 0          | 2         | 0         | —      | —      | 12    | 4     |
| Бенфика          | 2021/22          | 29   | 7    | 2            | 0            | 4          | 0          | 11        | 1         | —      | —      | 46    | 8     |
| Бенфика          | 2022/23          | 30   | 19   | 2            | 0            | 1          | 1          | 14        | 7         | —      | —      | 47    | 27    |
| Бенфика          | Итого            | 64   | 30   | 9            | 2            | 6          | 1          | 27        | 8         | 0      | 0      | 106   | 41    |
| Пари Сен-Жермен  | 2023/24          | 29   | 11   | 4            | 3            | —          | —          | 7         | 0         | 0      | 0      | 40    | 14    |
| Пари Сен-Жермен  | 2024/25          | 22   | 10   | 6            | 5            | —          | —          | 12        | 3         | 6      | 1      | 46    | 19    |
| Пари Сен-Жермен  | Итого            | 51   | 21   | 10           | 8            | 0          | 0          | 19        | 3         | 6      | 1      | 86    | 33    |
| Всего за карьеру | Всего за карьеру | 152  | 67   | 19           | 10           | 6          | 1          | 46        | 11        | 6      | 1      | 229   | 90    |

## Достижения

### Командные достижения
«Бенфика»
- Чемпион Португалии 2022/23

«Пари Сен-Жермен»
- Чемпион Франции (2): 2023/24, 2024/25
- Обладатель Кубка Франции (2): 2023/24, 2024/25
- Обладатель Суперкубка Франции: 2024
- Победитель Лиги чемпионов УЕФА: 2024/25
- Обладатель Суперкубка УЕФА: 2025

Сборная Португалии
- Победитель Лиги наций УЕФА: 2024/25

### Личные достижения
- «Золотая бутса» чемпионата Европы (до 19 лет): 2019[6]
- «Золотая бутса» Юношеской лиги УЕФА: 2019/20